# Kingdom Hearts Final Mix
Kingdom Hearts Final Mix es una versión con más contenido y mejorada del videojuego Kingdom Hearts original para PlayStation 2, inicialmente lanzado en Japón, posteriormente en América del Norte y que incluye, básicamente, todos los añadidos de la versión occidental de Kingdom Hearts y algunos extras nuevos. El lanzamiento de la primera versión tuvo lugar el 26 de diciembre de 2002 en Japón, esperándose la versión europea para unos meses después y la versión americana 11 años después, estrenada ya para PlayStation 3. Sin embargo, Squaresoft decidió añadir algunos cambios en la versión occidental como nuevas conversaciones o luchas extras. Los jugadores japoneses pidieron otra versión donde vinieran estos extras implantados en la versión europea, así como más videos y enemigos, y la legítima batalla de Sephiroth contra Cloud. En marzo de 2017 se volvió a relanzar para PlayStation 4 en la colección Kingdom Hearts HD 1.5+2.5 ReMIX e incluía varias mejoras con respecto a lo visto en PlayStation 3 como una resolución a 1080p en PlayStation 4 y 4k en la versión Pro además de añadirse un modo teatro exclusivo de la versión de PlayStation 4 en la que se puede volver a disfrutar de todas las escenas del juego. El juego en su versión de PlayStation 4 corre por primera vez a 60fps además de eliminarse los tiempos de carga.
Sus principales extras son:
- La batalla contra el encapuchado Enigmatic Man; Xemnas jefe de la Organización XIII.
- La inclusión de varios enemigos como la Gigasombra, la Neosombra u otros sincorazón.
- Conversaciones extras.
- Dos armas nuevas por cada personaje.
- Un final secreto diferente conocido como ~Another Side, Another Story~.